# Boreoides subulatus
Boreoides subulatus är en tvåvingeart som beskrevs av Hardy 1920. Boreoides subulatus ingår i släktet Boreoides och familjen vapenflugor. Inga underarter finns listade i Catalogue of Life.

## Bildgalleri

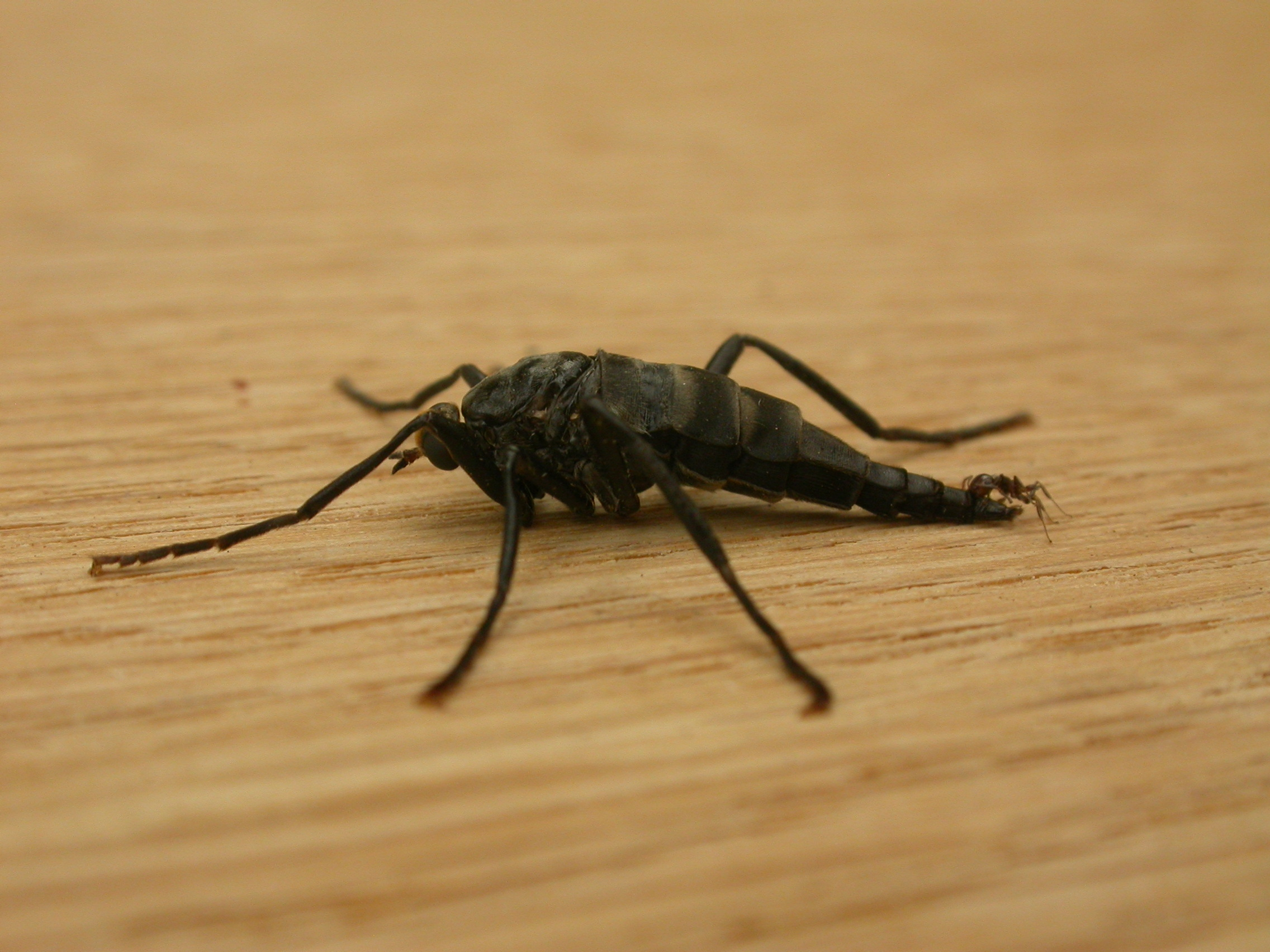
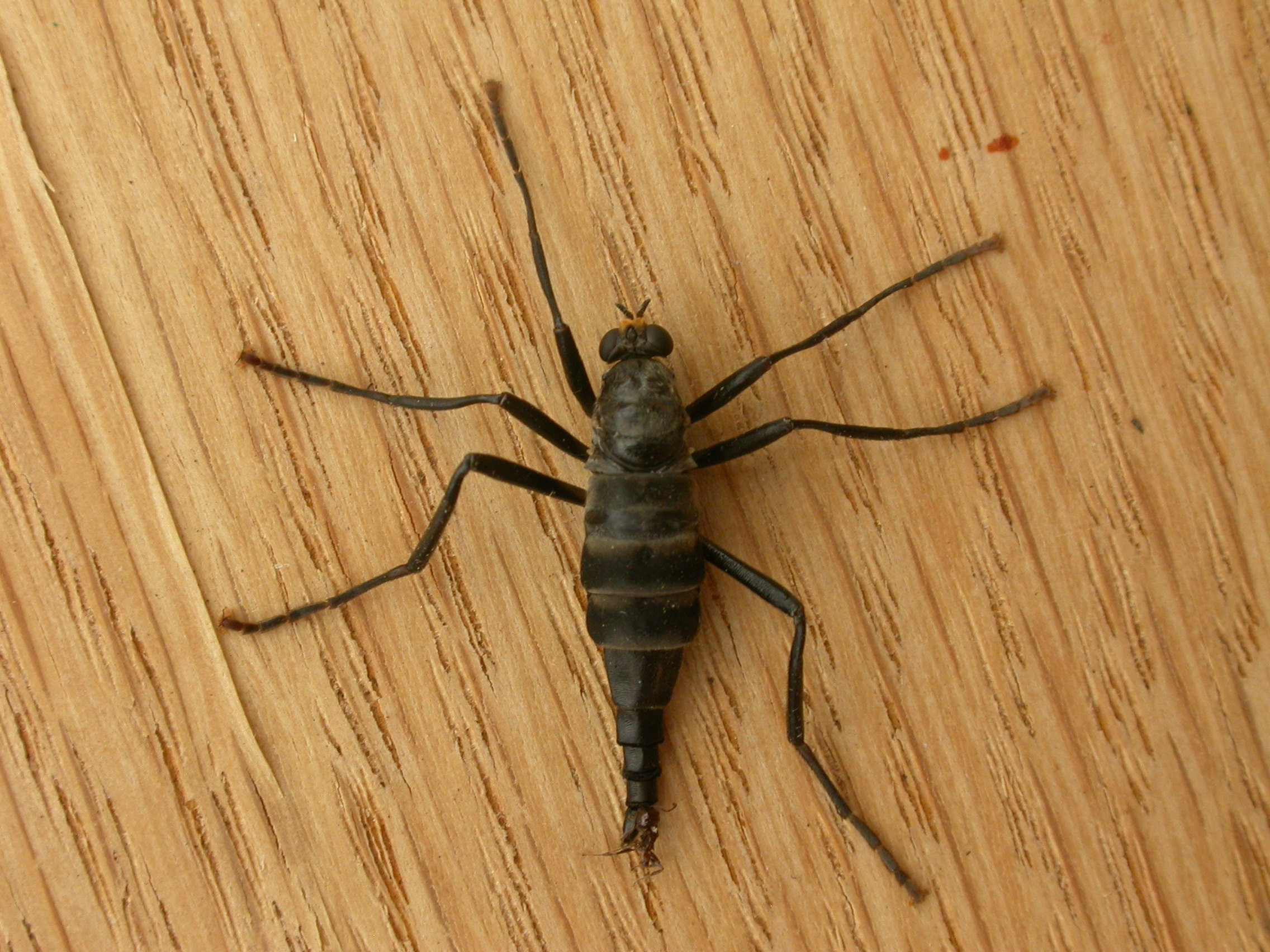